# Mihael Mikić
Mihael Mikić, född 6 januari 1980, är en kroatisk fotbollsspelare.
I april 1999 blev han uttagen i Kroatiens trupp till U20-världsmästerskapet 1999.